# Saira
Saira (Cololabis saira) är en fiskart som först beskrevs av Brevoort, 1856.  Saira ingår i släktet Cololabis och familjen makrillgäddefiskar. Inga underarter finns listade i Catalogue of Life.